# Tarnawa Dolna (województwo podkarpackie)
Tarnawa Dolna – wieś w Polsce położona w województwie podkarpackim, w powiecie sanockim, w gminie Zagórz. Leży nad rzeką Osławą.
Wieś leży przy drodze wojewódzkiej nr 892 łączącej Zagórz z Komańczą w odległości 4 km od Zagórza. Przez wieś przechodzi także linia kolejowa nr 107 z Nowego Zagórza do Łupkowa z przystankiem kolejowym Tarnawa Dolna.
Wieś wspomniana 17 czerwca 1424 z okazji sprzedaży wsi Czaszyn. Szlachetny Iwanko z Czaszyna sprzedaje swoją ojcowiznę za 500 marek Mikołajowi i Steczkowi – braciom z Tarnawy. W roku 1449 Jan Steczkowicz z Tarnawy zapisał część ze swych dóbr w wysokości 300 grzywien swojej żonie Zofii we wsiach Czaszyn, Tarnawa, Poraż, Zagórz, Wielopole, Łukowe i Serednie (obecnie Średnie Wielkie).
W połowie XIX wieku właścicielami posiadłości tabularnej Tarnawa Dolna i Tarnawa Górna byli Piotr i Magdalena Romer.
5 lipca 1940 w ramach Akcji AB na wzgórzu Gruszka pod Tarnawą Dolną hitlerowcy rozstrzelali 112 polskich więźniów, przywiezionych z więzienia w Sanoku.
W latach 1975–1998 miejscowość położona była w województwie krośnieńskim.

## Urodzeni w Tarnawie Dolnej
- Stanisław Kabala – żołnierz partyzantki antykomunistycznej
- Władysław Kudlik – żołnierz AK i partyzantki antykomunistycznej
- Rudolf Poliniewicz – żołnierz partyzantki antykomunistycznej